# 呂号第四十三潜水艦
|          |                                                                         |
| 艦歴     |                                                                         |
| 計画     | 昭和16年度計画（マル臨計画）                                            |
| 起工     | 1942年10月6日                                                           |
| 進水     | 1943年6月5日                                                            |
| 就役     | 1943年12月16日                                                          |
| その後   | 1945年2月26日空爆により沈没                                             |
| 亡失認定 | 1945年3月14日                                                           |
| 除籍     | 1945年4月10日                                                           |
| 性能諸元 |                                                                         |
| 排水量   | 基準：960トン 常備：1,109トン 水中：1,447トン                           |
| 全長     | 80.50m                                                                  |
| 全幅     | 7.05m                                                                   |
| 吃水     | 4.07m                                                                   |
| 機関     | 艦本式22号10型ディーゼル2基 電動機、2軸 水上：4,200馬力 水中：1,200馬力 |
| 電池     | 1号15型240コ                                                            |
| 速力     | 水上：19.8kt 水中：8.0kt                                                |
| 航続距離 | 水上：16ktで5,000海里 水中：5ktで45海里                                 |
| 燃料     | 重油                                                                    |
| 乗員     | 61名                                                                    |
| 兵装     | 40口径8cm高角砲1門 25mm機銃連装1基2挺 53cm魚雷発射管 艦首4門 魚雷10本   |
| 備考     | 安全潜航深度：80m                                                       |

呂号第四十三潜水艦（ろごうだいよんじゅうさんせんすいかん）は、日本海軍の潜水艦。呂三十五型潜水艦（中型）の9番艦。

## 艦歴
1941年（昭和16年）の昭和16年度計画（マル臨計画）により、1942年（昭和17年）10月6日、三菱重工業神戸造船所で起工。1943年（昭和18年）6月5日進水。1943年12月16日に竣工し、二等潜水艦に類別。同日、舞鶴鎮守府籍となり、訓練部隊である第六艦隊第11潜水戦隊に編入された。
1944年（昭和19年）3月10日、第34潜水隊に編入。
3月11日、呂43は舞鶴を出港し、トラックへ向かう、19日、トラック周辺海域を哨戒し、米機動部隊を迎撃するよう命ぜられる。しかし同日、艦内タンク空気排水弁が爆発する事故が起きて潜航不能となったため、28日にトラックに到着。31日、トラックを出港し、4月9日に舞鶴に到着し、修理を受ける。
6月4日、呂43は舞鶴を出港し、10日にサイパンに到着。11日、サイパンを出港し、サイパン周辺海域で哨戒を行う。13日、あ号作戦に参加してマリアナ諸島東方沖に移動。16日、マリアナ諸島南東沖の散開線に移動するよう命ぜられる。同日2144、ロタ島近海で浮上航走中、米駆逐艦に発見されて砲撃と爆雷攻撃を受ける。退避のため呂43は潜航するが、この時に安全潜航深度を超えたため損傷。18日に哨戒を中止して艦の状況を報告。その結果、21日に帰投命令が出され、26日に舞鶴に到着。その後呉に移動して修理を受ける。これをうけ、海軍省は安全潜航深度の1.3倍以上の深度への潜航を禁止した。
9月17日、呂43は呉を出港し、パラオ南東沖に進出して哨戒。10月14日、呉に到着。
19日、呂43は呉を出港し、フィリピン東方沖に進出。31日、多号作戦を妨害する米艦隊の発見と迎撃のため、サンベルナルジノ海峡に移動。11月16日、佐世保に到着。
12月8日、呂43は佐世保を出港し、ルソン島東方沖に進出して哨戒。1945年（昭和20年）1月4日、呉に到着。
2月13日、呂43はセブ島に配備されている甲標的へ97式魚雷を輸送するべく準備中、沖縄周辺海域に米艦隊が出現したため任務は中止となった。16日、呉を出港し、沖縄東方沖に進出。17日、硫黄島周辺海域へ移動するよう命ぜられるが、この時に命令を受け取った反応を最後に消息不明。
アメリカ側記録によると、25日、硫黄島北西沖で米駆逐艦ベニオン(USS Bennion, DD-662)が潜航中の潜水艦をソナー探知。そのため、米護衛空母アンツィオ(USS Anzio, CVE-57)からTBM アヴェンジャー1機が発進した。26日、アンツィオはアヴェンジャーをもう1機発進させ、潜水艦を捜索する。0220、アヴェンジャーがレーダーで目標を探知。味方の護衛駆逐艦とも思われたが、上空を通過すると丁度急速潜航する潜水艦だった。そのため、ソノブイ、Mk24電池式音響探知魚雷を投下。ソノブイの着水直後に水中から大轟音を聴取した後、後には何も聞こえてこなかった。翌27日夜明けごろ、この海域で大きな重油の帯が漂っていた。これが呂43の最期の瞬間であり、艦長の月形正気大尉以下乗員79名全員戦死。沈没地点は硫黄島北西沖、北緯25度07分 東経140度19分 / 北緯25.117度 東経140.317度。
日本海軍は硫黄島に上陸したアメリカ軍に対して回天特別攻撃隊(千早隊)を編成して投入したが、伊368と伊370を失い、同時期に硫黄島方面で作戦を行っていた呂43も帰らなかった。アンツィオの航空機はこの日1日で伊368と呂43の2隻の潜水艦を撃沈した。
3月14日、硫黄島方面で亡失と認定され、4月10日に除籍された。

## 歴代艦長

### 艤装員長
- 不詳

### 艦長
- 西松張尾 大尉：1943年12月16日 - 1944年5月5日[7]
- 月形正気 大尉：1944年5月5日 - 1945年2月26日戦死[7]